# Brisighelli
I Brisighelli, dal luogo di provenienza di Brisighella, fu un'importante compagnia di ventura formata da mercenari italiani, attiva alla fine del XV secolo in Italia. Era composta da mercenari originari della zona della Valle del Lamone.
I fondatori della compagnia nel 1492, famosi per la loro ferocia sanguinaria, furono Dionigi (1465-1510), suo cugino Vincenzo (1466-1525) e il fratello Carlino (?-1515), appartenenti alla nobile famiglia Naldi.
Operò tra il 1492 e il 1496 al servizio di Ferdinando I di Napoli d'Aragona contro Carlo VIII di Francia, nel 1498 al servizio di Caterina Sforza, signora di Imola e nel 1499 per Cesare Borgia. Dionigi era il capitano della rocca di Imola al momento dell'attacco di un esercito guelfo guidato da Cesare Borgia (novembre-dicembre 1499). Con la caduta della rocca, Dionigi passò al servizio del Borgia. Un compagnia di Brisighelli fu anche al servizio del generale Francesco Maria I della Rovere, duca di Urbino, quando era capitano generale delle truppe della Serenissima.
Nel 1503, dopo la morte di papa Alessandro VI, i Naldi si misero al soldo della Repubblica di Venezia, inducendola a una politica di conquista della Romagna: risalendo così da Ravenna, per la valle del Lamone a Faenza, poi, a Brisighella, ove i veneziani entrarono nel novembre del 1503.